# Desaparición de Amy Wroe Bechtel
Amy Joy Wroe Bechtel (Santa Bárbara, California; 4 de agosto de 1972 - desaparecida el 24 de julio de 1997 y declarada legalmente muerta en 2004) fue una mujer estadounidense que desapareció mientras realizaba ejercicio en las montañas de Wind River, a 25 km al sur de Lander (Wyoming). A pesar del extenso trabajo de investigación y las representaciones de los medios, su caso sigue sin resolverse en la actualidad. Fue declarada muerta en ausencia por su esposo, el escalador Steve Bechtel, en 2004.

## Trasfondo
Era natural de Santa Bárbara (California), donde nació en agosto de 1972. Se graduó en la Universidad de Wyoming, donde conoció a su esposo, Steve Bechtel. En la universidad, Bechtel era una corredora de larga distancia, y esperaba probar para el equipo de atletismo estadounidense para ir a los Juegos Olímpicos de Sídney 2000.

## Desaparición
En la mañana del 24 de julio de 1997, Bechtel le dijo a su esposo que planeaba hacer varios recados en la ciudad después de dar una clase de levantamiento de pesas para niños en el Wind River Fitness Center. Se detuvo en Camera Connection, una tienda de fotos cerca de su casa en Lander, alrededor de las 14:30 horas después de dar su clase. Posteriormente pasó por otro establecimiento, Gallery 331, donde habló con el propietario, Greg Wagner. Wagner notó que Bechtel parecía apresurada y miró repetidamente su reloj durante su conversación. Wagner fue la última persona que confirmó ver a Bechtel.
Después de salir de la tienda de fotografía, las autoridades creen que Bechtel condujo hasta el bosque nacional Shoshone para preparar una carrera de 10 kilómetros para la que estaba inscrita. Según un testigo ocular que conducía por Loop Road aseguró ver a una mujer que se parecía a Bechtel corriendo por la carretera con pantalones cortos negros similares a los que había usado ese día.
A las 16:30 horas, Steve regresó a casa después de haber pasado el día con un amigo y encontró que su mujer no había regresado al domicilio. A las 22:30 horas de la noche, llamó a la policía para denunciar la desaparición de su esposa. A la 1 de la madrugada del día siguiente, 25 de julio, se descubrió el automóvil de Bechtel, un Toyota Tercel blanco, estacionado en un desvío en Burnt Gulch en Lander.

## Investigación
A las 3:00 de la mañana del 25 de julio de 1997, comenzó a realizarse una búsqueda exhaustiva de Bechtel por parte de las fuerzas del orden público, así como por Steve y los amigos y familiares de la pareja. Para el 27 de julio, la policía recibía aproximadamente mil llamadas por día con consejos y posibles pistas sobre la desaparición de Bechtel; ampliándose la búsqueda en lagos y minas cercanas, todas sin resultado.
Los investigadores inicialmente creyeron que Bechtel había sido víctima de los elementos o potencialmente atacada por un oso o un puma. Sin embargo, más tarde sospecharon de Steve después de descubrir varias páginas escritas en sus diarios donde describía acciones violentas hacia las mujeres y, específicamente, hacia su esposa. Los detectives interrogaron a Steve el 1 de agosto de 1997, alegando falsamente que tenían pruebas de que había asesinado a su esposa. Steve zanjó la entrevista cuestionando el rumbo de la investigación y negando la acusación. Más tarde afirmaría que eran letras y canciones que había compuesto para tocar con su banda, y que no estaban relacionadas con Bechtel o su desaparición. En 1998, la policía local declaró que Bechtel no era un sospechoso central en el caso, pero que habían querido despejarlo de sospechas para seguir otras pistas, lo que no pudieron hacer después de su falta de cooperación. Steve proporcionó una coartada para el momento de la desaparición de Bechtel, que fue corroborado por amigos que acordaron que habían pasado la tarde con él escalando rocas. Sin embargo, se negó a someterse a una prueba de polígrafo. Además, una mujer que conducía por el área desde donde desapareció Bechtel afirmó haber visto una camioneta que coincidía con la de Steve en el área.
A fines de agosto de 1997, el FBI solicitó fotos satelitales a la NASA del área el día de la desaparición de Bechtel, pero éstas no proporcionaron información. En enero de 1998, las imágenes de satélite tomadas por la estación espacial rusa Mir también fueron obtenidas por el FBI, pero tampoco revelaron nada notable.

### Investigaciones posteriores
En junio de 2003, un médico descubrió un reloj digital Timex Iron Man cerca del río Popo Agie y lo entregó a la policía. Se observó que era similar a un reloj que Bechtel tenía en el momento de su desaparición; sin embargo, la policía no pudo determinar si el reloj le pertenecía o no.
En una entrevista de 2007 con el Billings Gazette, el sargento del sheriff Roger Rizor declaró creer que su caso fue un homicidio y que ocurrió el mismo día en que desapareció Amy. "En mi opinión, solo hay una persona con la que quiero hablar, solo una persona que se ha negado a hablar, y ese es su esposo".
Dale Wayne Eaton, un asesino convicto en el corredor de la muerte de Wyoming, también ha sido citado como sospechoso en el caso. Según el hermano de Eaton, había estado cerca del área donde Bechtel desapareció en el momento de su desaparición. Sin embargo, Eaton se ha negado a declarar al caso.